# Raionul Dîkanka, Poltava
Dîkanka (în ucraineană Диканський район, transliterat: Dîkanskîi raion) este un raion în regiunea Poltava, Ucraina. Reședința sa este așezarea de tip urban Dîkanka.

## Demografie
Componența lingvistică a raionului Dîkanka
     Ucraineană (95,31%)
     Rusă (3,87%)
     Alte limbi (0,27%)
Conform recensământului din 2001, majoritatea populației raionului Dîkanka era vorbitoare de ucraineană (95,31%), existând în minoritate și vorbitori de rusă (3,87%).